# Saint-Fraimbault
Saint-Fraimbault – miejscowość i gmina we Francji, w regionie Normandia, w departamencie Orne.
Według danych na rok 1990 gminę zamieszkiwały 792 osoby, a gęstość zaludnienia wynosiła 28 osób/km² (wśród 1815 gmin Dolnej Normandii Saint-Fraimbault plasuje się na 288. miejscu pod względem liczby ludności, natomiast pod względem powierzchni na miejscu 44.).